# La bella e la bestia (film 1920)
La bella e la bestia è un film muto italiano del 1920, diretto da Umberto Fracchia.

## Trama
L'avido Pamirek ha catturato, durante uno dei suoi tanti viaggi, un mostro gigantesco e lo tiene in schiavitù nella stiva della sua nave con la complicità del servo Sadik. L'unica persona che ha sempre trattato quella creatura con gentilezza è Angelica, bambina orfana adottata di Pamirek, ma che adesso, cresciuta, è innamorata di Adan. Pamirek pretende invece che ella sposi il ricco Abraham Tess, attirato dalla dote che costui gli ha promesso in cambio. Durante la festa di fidanzamento la bestia si libera e scatena la sua forza, uccidendo Tess, ma risparmiando Angelica, e, implorata da costei, anche Adan. Pamirek, accusato di gravi delitti, fugge ed i due giovani possono sposarsi.

## Realizzazione del film

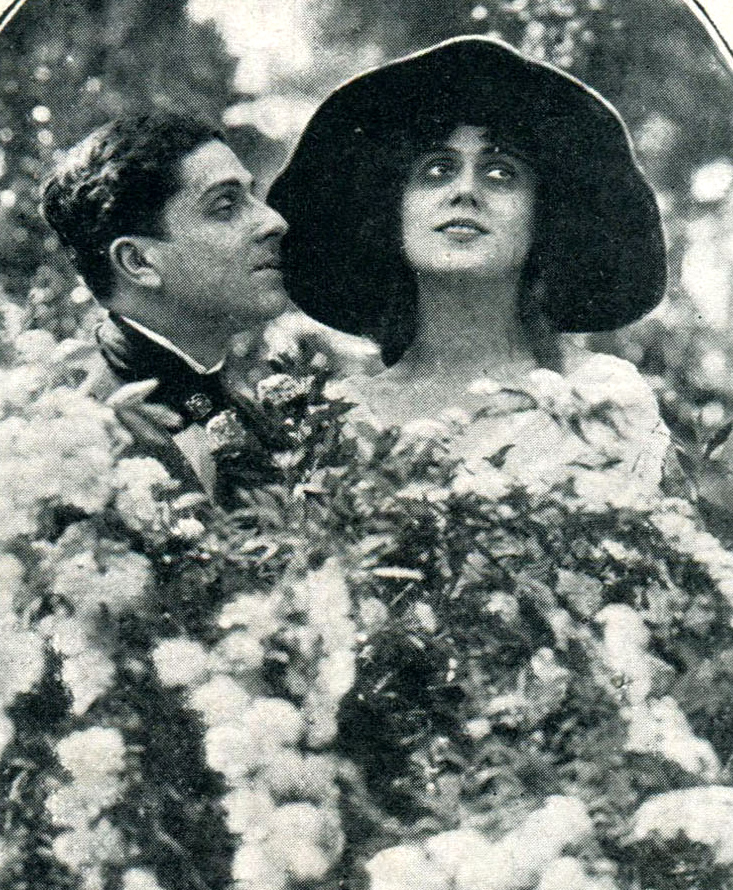
Paolo Pezzullo e Lina Millefleurs

La bella e la bestia, basato su un racconto di Paris Allen a sua volta ispirato alla nota fiaba, venne prodotto nella prima metà del 1919 dalla "Tespi Film", dopo che questa casa di produzione aveva cambiato assetto societario con il subentro nella direzione artistica di un gruppo di letterati attivi nella capitale che avevano deciso di impegnarsi nel cinema. Il nuovo assetto aveva provocato l'allontanamento di Ugo Falena, regista di tutte le pellicole prodotte dall'azienda romana nella sua prima fase di vita.
Tra i nuovi entrati vi erano Arnaldo Frateili, l'ex attore Enrico Roma, lo scrittore (ma in questa occasione regista) Umberto Fracchia e Mario Corsi, mentre a Tomaso Monicelli era stata affidata la direzione di una testata, il mensile In penombra, che, benché "house horgan" dell'azienda, affrontava nei propri articoli anche temi di moda, attualità artistica e vita mondana. 
Il mutamento degli assetti societari aveva comportato anche un avvicendamento di interpreti. Le Bellincioni Stagno (madre e figlia) se ne erano andate ed al loro posto erano arrivate altre artiste. Tra esse la cantante milanese Lina Millefleurs, passata in questa occasione al cinema, che fu subito impiegata quale protagonista di questo film con al suo fianco l’attore Paolo Pezzullo, principale interprete maschile dell’azienda nel 1919, per la quale aveva appena girato La casa che brucia.
Per creare la figura del mostro, l’azienda ricorse all’opera di Alfredo Biagini, presentato come uno scultore particolarmente esperto nella modellatura di animali. Il film venne realizzato nell'impianto di produzione della Tespi a Villa Flora in via Forlì, nel quartiere Nomentano.

## Accoglienza
Nonostante avesse ottenuto il visto di censura nel luglio 1919, La bella e la bestia venne distribuito nelle sale solo diversi mesi dopo, all’inizio dell’anno successivo. Era stato presentato come «un intreccio drammatico straordinariamente adatto per una visione cinematografica e tale da suscitare nel grande pubblico emozioni di intensità e profondità impareggiabile [con cui] la “Tespi film” prosegue instancabilmente nello svolgimento di un programma artistico eccezionale», anche se va precisato che questa entusiastica descrizione era apparsa su In penombra, cioè proprio sul periodico legato alla stessa "Tespi film".
Ben diversi furono i riscontri della critica quando il film uscì nelle sale. Secondo uno dei pochi commenti disponibili «questo lavoro della “Tespi” è sotto ogni punto di vista un disastro; abbiamo visto troppe bestie ben fatte sullo schermo perché si possa sopportare questa bestia paradossale e filosofica. Prima c’era gente del calibro di Falena. Ma adesso?».
Della produzione "Tespi" non sono molte le pellicole sopravvissute. La bella e la bestia non risulta attualmente tra esse ed è quindi considerato un film perduto.